# Puthasas Boonpok
Puthasas Boonpok (thailändisch พุทธศาสน์ บุญปก, * 1. April 1980 in Surin) ist ein ehemaliger thailändischer Fußballspieler.

## Karriere
Puthasas Boonpok stand bis Mitte 2014 bei Samut Songkhram FC unter Vertrag. Wo er vorher gespielt hat, ist unbekannt. Der Verein aus Samut Songkhram spielte in der ersten Liga des Landes, der Thai Premier League. Für Samut absolvierte er 30 Erstligaspiele. Mitte 2014 wechselte er nach Suphanburi zum Ligakonkurrenten Suphanburi FC. Für Suphanburi stand er zweimal in der ersten Liga zwischen den Pfosten. Mitte 2016 unterschrieb er einen Vertrag beim Drittligisten Samut Sakhon FC. Mit dem Verein aus Samut Sakhon spielte er in der dritten Liga, der damaligen Regional League Division 2. Hier trat man in der Western Region an. 2016 wurde er mit Samut Meister der Region. Nach der Ligareform 2017 spielte der Verein in der Thai League 3, in der Lower Region. Hier wurde man Ende 2017 Meister und stieg in die zweite Liga auf.
Ende 2017 beendete er seine Karriere als Fußballspieler.

## Erfolge
Samut Sakhon FC
- Regional League Division 2 - West: 2016
- Thai League 3 – Lower: 2017  ▲